# 北区 (堺市)
北区（きたく）は、堺市を構成する7行政区のうちのひとつである。
堺市唯一の地下鉄（御堂筋線）が区内を通り、同線が通る大阪高石線を中心にマンションが建設され、大阪市のベッドタウンとして人口が増加している。推計人口では2004年3月に堺区（当時は堺支所）を、2009年8月に南区を上回り、堺市最多人口の区となった。

## 地理
堺市の北東部に位置する。南から北方向に西除川・光竜寺川・狭間川が流れ、最終的に区の北を流れている大和川に注ぎ込んでいる。また区の南側では美濃川・百舌鳥川が西方向に流れ、百済川そして石津川へ合流している。大和川南岸の地下に阪神高速6号大和川線が2020年に全線開通し、大阪府道28号大阪高石線との交差部に常磐出入口が設置されている。
堺区東部と同じ台地上に位置し、区の南西部に百舌鳥古墳群が広がる。古代からの長尾街道と竹内街道に平行して大阪府道12号堺大和高田線と大阪府道2号大阪中央環状線が東西に走り、区の南西部には西高野街道に平行して鉄道の南海高野線が走っている。また区の西端には堺区との区境に沿って鉄道の阪和線が走っている。
1966年の金岡東ニュータウン（新金岡団地）の町開きと大阪府道28号大阪高石線の開通で区域の宅地化が進み、1987年には大阪市営地下鉄御堂筋線が中百舌鳥まで延伸し、大阪市の中心部とダイレクトに直結できるようになった。かつて区内の至るところに溜池が存在していたが、その数は減少している。ただ区の東側には市街化調整区域に指定されている所もあり農地も存在している。
区域は7行政区のなかで唯一和泉国と河内国に跨っており、五箇荘・百舌鳥地区が和泉国、金岡・北八下地区が河内国に含まれる。ただし、五箇荘地区は1871年まで摂津国に含まれていた。

## 歴史
- 1889年（明治22年）4月1日 町村制施行により、大鳥郡五箇荘村、西百舌鳥村、中百舌鳥村、八上郡金岡村、北八下村が発足。
- 1896年（明治29年）4月1日 郡の統廃合により、大鳥郡から泉北郡、八上郡から南河内郡に変更。
- 1919年（大正8年）4月1日 西百舌鳥村と中百舌鳥村が合併。百舌鳥村となる。
- 1938年（昭和13年）9月1日 五箇荘村、百舌鳥村、金岡村を堺市に編入。
- 1957年（昭和32年）10月15日 北八下村大字南花田、蔵之前、中村、野遠を堺市に編入（大字河合は松原市に編入）。
- 1966年（昭和41年） 新金岡団地町開き。
- 2000年（平成12年） 五箇荘、百舌鳥、金岡、新金岡、北八下の5出張所を廃止して北支所が開所。
- 2006年（平成18年）4月1日 堺市が政令指定都市に移行。北支所管内の区域を以って北区を設置。

### 人口
- 2010年　 156,561
- 2015年　 158,845

## 経済

### 商業施設
北花田駅前
- イオンモール堺北花田

  - イオン 堺北花田店
  - 無印良品 イオンモール堺北花田
- ジョーシンアウトレット 堺北花田店

新金岡駅前
- フレスポしんかな（旧しんかなCITY）
  - 関西スーパー しんかな店
- ドン・キホーテ 新金岡店
- スギ薬局 新金岡店

新金岡駅周辺
- レインボー金岡
  - 万代 金岡店
- コーナン 金岡蔵前店

中百舌鳥駅・白鷺駅周辺
- エディオン なかもず店
  - ライフ なかもず店
- デイリーカナート 中百舌鳥店
- コーナン 中もず店
  - ダイエーグルメシティ 中もず店
- 業務スーパー なかもず店
- スーパー玉出 中百舌鳥店
- 万代 なかもず店
- サンディ 堺長曽根店

堺市駅前
- スーパーはやし 堺市駅前店
- 堺市駅東商店街

三国ヶ丘駅周辺
- コーナン 堺三国ヶ丘店
  - ジョーシン 三国ヶ丘店
- ライフ 百舌鳥店

### 公共施設
新金岡駅前
- 北区役所
- 北保健センター
- 堺市立北図書館
- 堺市消防局北消防署
- 北堺警察署
- 堺金岡郵便局（集配局）

中百舌鳥駅前
- 堺市産業振興センター (旧じばしん南大阪)
- 堺商工会議所

三国ケ丘駅前
- 堺市上下水道局

## 国際機関
- 在堺チェコ共和国名誉領事館

## 教育

### 高等学校
- 大阪府立金岡高等学校

### 小中一貫校
- 堺市立大泉小学校・中学校（大泉学園）

### 中学校
| - 堺市立金岡北中学校 - 堺市立金岡南中学校 - 堺市立五箇荘中学校 | - 堺市立中百舌鳥中学校 - 堺市立長尾中学校 - 堺市立八下中学校 | - 堺市立陵南中学校 |

### 小学校
| - 堺市立金岡小学校 - 堺市立金岡南小学校 - 堺市立北八下小学校 - 堺市立光竜寺小学校 - 堺市立五箇荘小学校 | - 堺市立五箇荘東小学校 - 堺市立新浅香山小学校 - 堺市立新金岡小学校 - 堺市立新金岡東小学校 - 堺市立中百舌鳥小学校 | - 堺市立西百舌鳥小学校 - 堺市立東浅香山小学校 - 堺市立東三国丘小学校 - 堺市立百舌鳥小学校 |

### 幼稚園
| - 金岡二葉幼稚園 - 堺市立北八下幼稚園 - 堺金岡幼稚園 - 新金岡幼稚園 | - 新宝珠幼稚園 - 中央幼稚園 - 光明幼稚園 - 長池昭和第二幼稚園 | - なかよしの森幼稚園 - 堺市立認定こども園百舌鳥幼稚園 |

### その他の学校
| - 大阪府立堺聴覚支援学校 - 堺市立百舌鳥養護学校 - 近畿管区警察学校 | - 大阪労災看護専門学校 - 小出美容専門学校 - 堺看護専門学校 | - 清恵会医療専門学院 |

## 病院
- 大阪ろうさい病院
- 国立病院機構近畿中央呼吸器センター
- 堺若葉会病院 (旧:新金岡豊川総合病院)
- 正風病院
- 北条病院

## 集合住宅

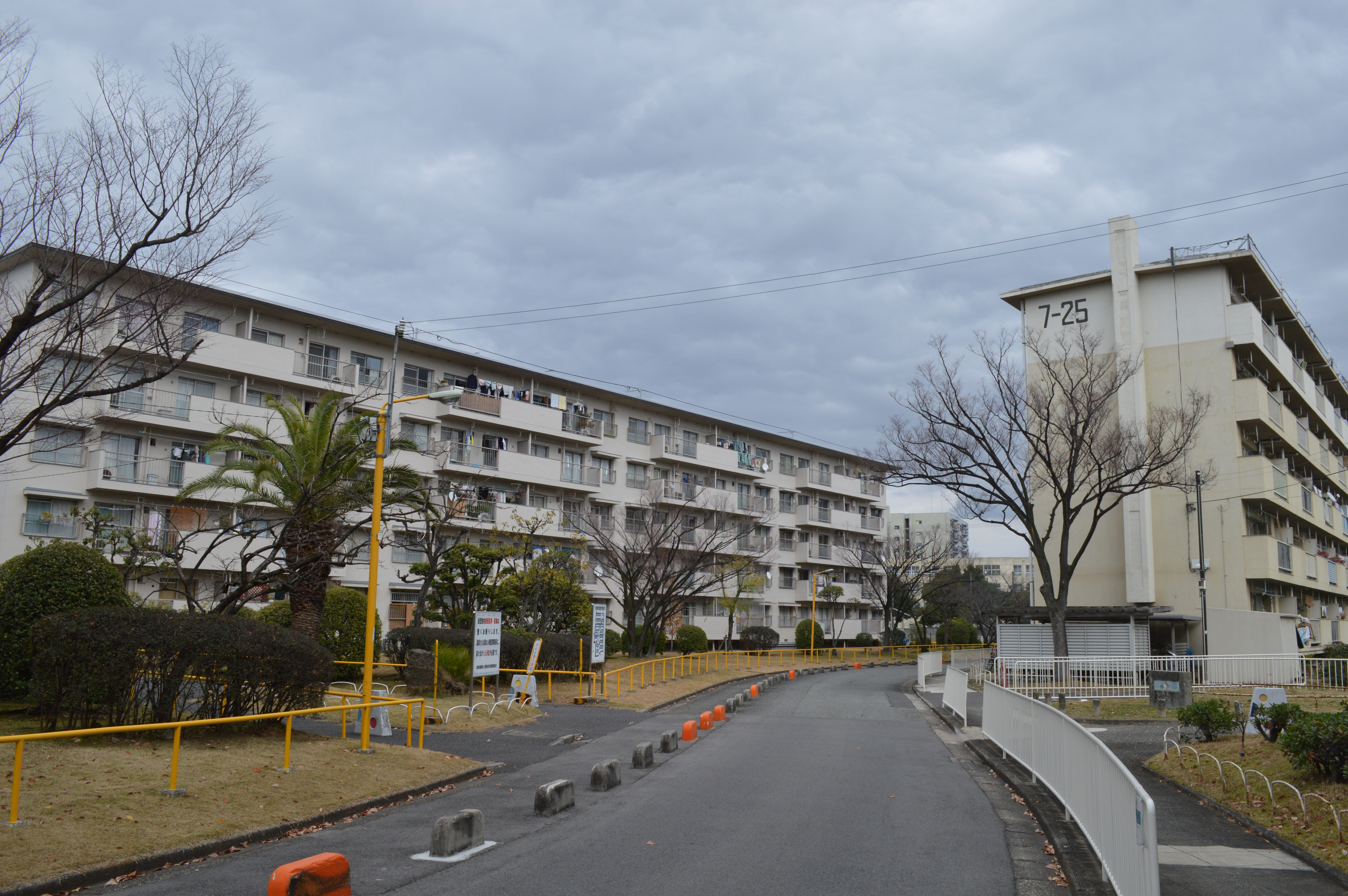
新金岡団地。本区最大の集合住宅街である。

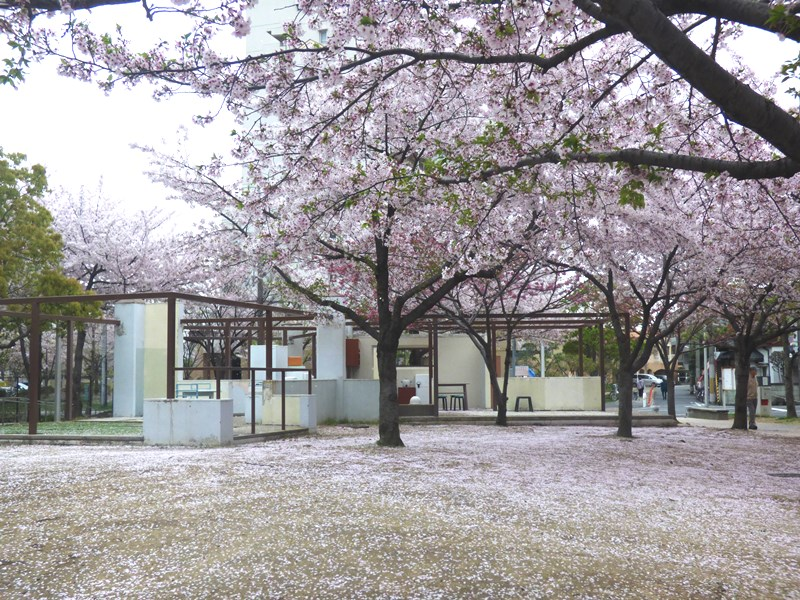
サンヴァリエ金岡にある「スターハウスメモリアル広場」。前身の金岡団地が公団で最初のスターハウスが建設された団地であることを記念し、スターハウスの1階部分を復元して造られたモニュメントと記念碑が建てられている。

前述のとおり本区は新金岡団地を始め多数の集合住宅が建設された。主な集合住宅は以下のとおりである。

### 大規模マンション
- ファミールハイツ上野芝
- なかもずオールズ・ウィズコート
- サンメゾン新金岡レジデンシャル
- ビッグカーサ堺しらさぎ駅前
- ヴィルメゾン上野芝
- 陵南住宅

### 住宅団地
- 都市再生機構新金岡第一団地
- 都市再生機構下野池団地
- 都市再生機構中百舌鳥公園団地
- 都市再生機構サンヴァリエ金岡（金岡団地を建て替えた住宅団地）
- 都市再生機構サンヴァリエ中百舌鳥（中百舌鳥団地を建て替えた住宅団地）
- 大阪府住宅供給公社金岡東団地
- 大阪府住宅供給公社ペア浅香山団地
- 大阪府住宅供給公社OPH新金岡
- 府営浅香山住宅
- 府営金岡東住宅
- 府営百舌鳥梅町住宅
- 府営金岡南住宅
- 府営堺白鷺東住宅
- 府営堺南長尾住宅（府営金岡住宅を建て替えた住宅団地）
- 府営堺新金岡住宅（府営金岡東住宅の一部を建て替えた住宅団地）
- 市営大豆塚住宅
- 市営長曽根住宅
- 市営百舌鳥住宅
- 市営東雲東町住宅
- 永井スポーツセンター社宅
- ダイキン工業金岡社宅

以下は旧日本住宅公団が分譲した住宅団地
- 浅香山住宅団地
- 新金岡第2住宅団地
- 新金岡第3住宅団地
- 下野池第2住宅団地

かつて存在した住宅団地
- 都市基盤整備公団金岡団地（日本住宅公団による公団住宅第1号として知られていたが、建て替えられて「サンヴァリエ金岡」となった）
- 都市基盤整備公団中百舌鳥団地（建て替えられて「サンヴァリエ中百舌鳥」となった）
- 府営金岡住宅（建て替えられて「府営堺南長尾住宅」となった）

## 交通

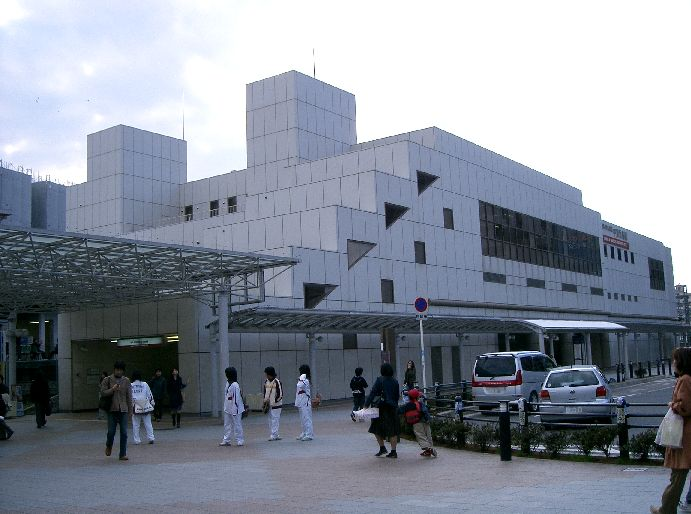
南海・泉北高速 中百舌鳥駅

### 鉄道
・中心となる駅：北花田駅・中百舌鳥駅・三国ヶ丘駅・新金岡駅
大阪市高速電気軌道の御堂筋線が区の中心部を南北に貫いている。JR阪和線が区の西端（厳密には区域外）を、南海高野線と南海泉北線が区の南側を走っている。
- 大阪市高速電気軌道（Osaka Metro）
  - 御堂筋線：北花田駅 - 新金岡駅 - なかもず駅
- 南海電気鉄道
  - 高野線：中百舌鳥駅 - 白鷺駅
  - 泉北線：中百舌鳥駅

御堂筋線が中百舌鳥へ延伸するまで新金岡団地や浅香山団地には最寄り駅がなく、南海バスで我孫子駅か堺市駅まで出るしかなかった。

### バス
- 南海バス（堺営業所・東山営業所）（太字が北区内の停留所）
  - 9系統（堺東駅前 - 浅香 - 地下鉄北花田駅前 - 河内天美駅前）
  - 9C系統（堺東駅前 - 浅香 - 地下鉄北花田駅前）
  - 15系統（堺東駅前  - 三国ヶ丘駅前 - 労災病院前 - 金岡町 - 白鷺駅前）
  - 15C系統（三国ヶ丘駅前 - 労災病院前 - 金岡町 - 白鷺駅前）
  - 23系統（堺駅前 - 安井町 - 堺東駅前 - 阪和堺市駅前 - 南花田町 - 河内松原駅前）
  - 25系統（堺東駅前 - 阪和堺市駅前 - 南花田町 - 河内松原駅前）
  - 25C系統（堺東駅前 - 阪和堺市駅前 - 南花田町）
  - 30系統（右）（地下鉄北花田駅前 - 蔵前西 - 阪和堺市駅前 - 浅香 - 地下鉄北花田駅前）
  - 30系統（左）（地下鉄北花田駅前 - 浅香 - 阪和堺市駅前 - 蔵前西 - 地下鉄北花田駅前）
  - 32系統（地下鉄新金岡駅前 - 阪和堺市駅前 - 堺東駅前）
  - 33系統（堺駅南口 - 安井町 - 中もず駅前 - 初芝駅前）
  - 35系統（堺駅南口 - 安井町 - 三国ヶ丘駅前 - 労災病院前 - 地下鉄新金岡駅前 - 阪和堺市駅前）
  - 35V系統（堺駅南口 - 安井町 - 三国ヶ丘駅前 - 近畿中央呼吸器センター前 - 労災病院前 - 地下鉄新金岡駅前 - 阪和堺市駅前）
  - 36系統（堺駅南口 - 安井町 - 三国ヶ丘駅前 - 労災病院前 - 地下鉄新金岡駅前）
  - 36V系統（堺駅南口 - 安井町 - 三国ヶ丘駅前 - 近畿中央呼吸器センター前 - 労災病院前 - 地下鉄新金岡駅前）
  - 65系統（中もず駅前 - 初芝駅前 - 美原区役所前）
  - 105系統（堺東駅前 - 賑町 - もず駅前 - 深井駅）
  - 111系統（中もず駅前 - もず陵南町 - 堺市立総合医療センター前）
  - 131系統（堺駅南口 - 安井町 - 三国ヶ丘駅前 - 中もず駅前 - 西小学校前 - 北野田駅前）
  - 131C系統（中もず駅前 - 西小学校前 - 北野田駅前）
  - 132系統（堺駅南口 - 安井町 - 三国ヶ丘駅前 - 中もず駅前 - 福町 - 北野田駅前）
  - 132C系統（堺駅南口 - 安井町 - 三国ヶ丘駅前 - 中もず駅前 - 下出口）
  - 140系統（堺東駅前 - 賑町 - もず駅前 - 深井駅 - あみだ池）
  - 145系統（地下鉄新金岡駅前 - 大饗 - 北野田駅前）
  - 146系統（地下鉄新金岡駅前 - 大饗 - 美原区役所前）
  - 151系統（中もず駅前 - もず陵南町 - 伏尾）
  - 151V系統（中もず駅前 - もず陵南町 - 深井駅 - 伏尾）
  - 152系統（中もず駅前 - もず陵南町 - 中老人福祉センター）
  - 152V系統（中もず駅前 - もず陵南町 - 深井駅 - 中老人福祉センター）
  - 153系統（中もず駅前 - 初芝駅前 - 船戸下 - 平尾 - 船戸下）
  - 153C系統（中もず駅前 - 初芝駅前 - 船戸下 - 平尾）
  - 153V系統（中もず駅前 - 初芝駅前 - 船戸下 - 平尾 - 美原区役所前 - 船戸下）
- 堺市ふれあいバス（北区、2013年6月末日で廃止[1]）
  - Aルート（月・水・金曜日運行）

  - 北老人福祉センター→北花田駅前（駅前広場）→長尾中学校前→堺市産業振興センター→大泉緑地前→八下中学校前→大泉小学校前→北区役所前→長尾中学校前→北老人福祉センター

  - Bルート（火・木・土曜日運行）

  - 北老人福祉センター→北花田駅前（側道）→金岡公園東口→北区役所前→金岡神社前→蟻ヶ池→中もず駅前通→百舌鳥八幡宮東→赤畑町郵便局前→阪和第二泉北病院前→もず梅町→蟻ヶ池→北区役所前→金岡公園東口→北老人福祉センター

※堺区のふれあいバスも北老人福祉センター停留所から発着するが、北老人福祉センター以外の停留所はすべて堺区内にあり北区内にはなかった。

### 道路
府道大阪中央環状線が区の中心部の東西方向に、ときはま線が区の中心部の南北方向に走っている。
主要地方道
- 大阪府道・奈良県道12号堺大和高田線
- 大阪府道2号大阪中央環状線
- 大阪府道28号大阪高石線（ときはま線）
- 大阪府道31号堺羽曳野線（竹内街道）
- 大阪府道35号堺富田林線

有料道路
 阪神高速6号大和川線

## 名所・旧跡

百舌鳥八幡宮

金岡神社

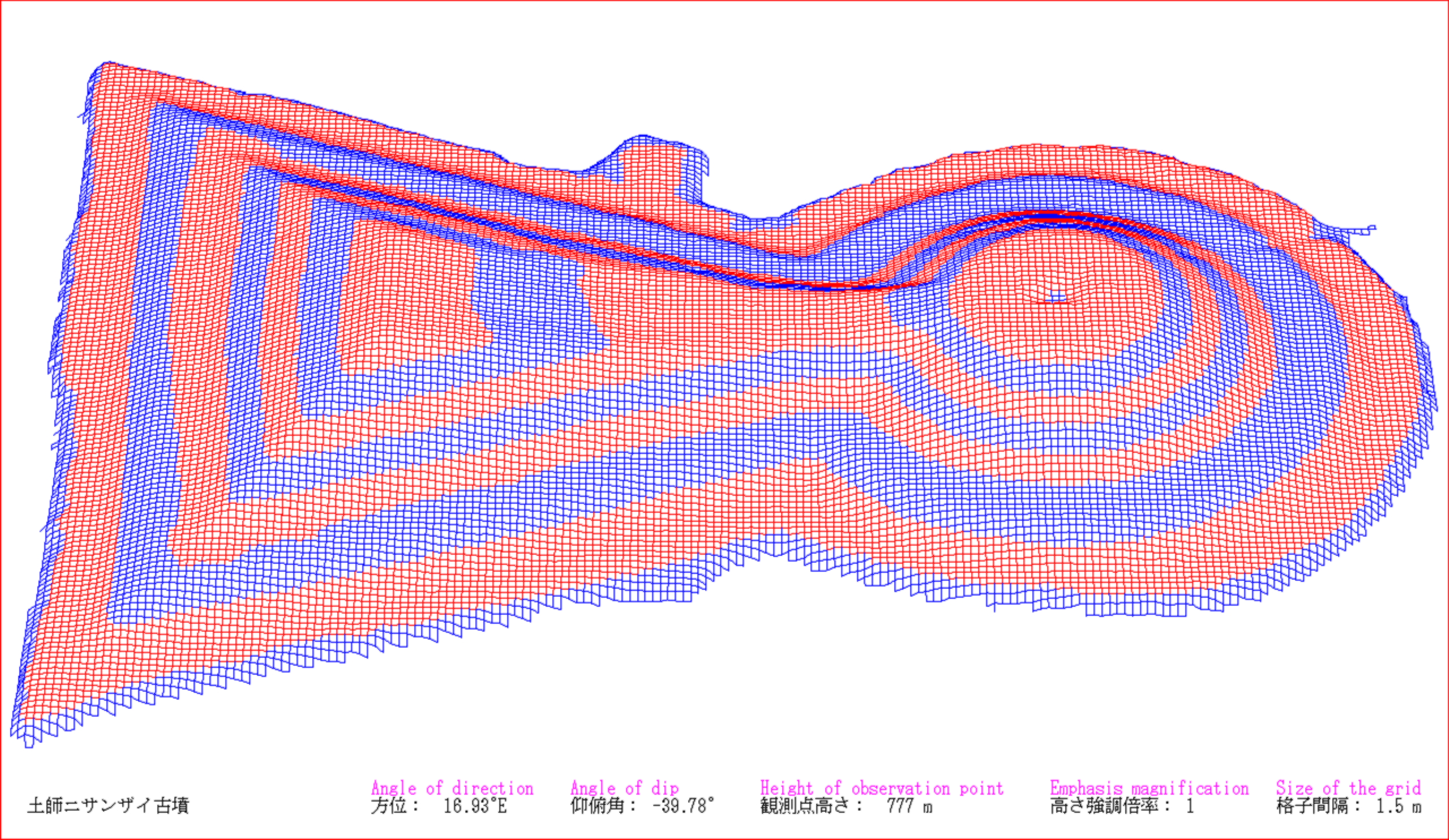
土師ニサンザイ古墳

- 百舌鳥八幡宮
- 金岡神社
- 万代寺
- 円通寺
- 百舌鳥古墳群
  - 土師ニサンザイ古墳
  - 御廟山古墳
  - いたすけ古墳
  - 定の山古墳（現在は公園）
  - 城ノ山古墳（墳丘消滅）
  - カトンボ山古墳（消滅）
- 大泉緑地
- 金岡公園（陸上競技場・体育館・プール）

## 行事
- 堺刃物まつり（2月、堺市産業振興センター）
- 月見祭（9月もしくは10月、百舌鳥八幡宮）
- 堺市民オリンピック（10月、金岡公園）
- 北区交流まつり（11月、金岡公園）

## メディア
- ジェイコムウエスト（J:COM 堺）

## 出身著名人
- 川上千尋 - NMB48のメンバー
- 黒谷友香 - 女優
- 小林由佳 - 元タレント、元堺市議会議員
- 阪口夢穂 - 女子サッカー選手
- CIMA - プロレスラー
- 竹山修身 - 元堺市市長
- 辻尾有紗 - 元歌手
- 寺本勲 - 声優
- 戸石伸泰 - アナウンサー
- 西岡良洋 - 元プロ野球選手
- 西川愛也 - プロ野球選手、西武ライオンズ所属。
- 羽地登志晃 - 元プロサッカー選手
- 冨宅飛駈 - プロレスラー
- 森田哲矢 - タレント、さらば青春の光メンバー
- 森チャック - イラストレーター
- 森山浩行 - 衆議院議員、元大阪府議会議員、元堺市議会議員
- 山田花子 - お笑いタレント
- 山根康広 - シンガーソングライター
- 山本功児 - 元プロ野球選手、元千葉ロッテマリーンズ監督
- 吉持亮汰 - プロ野球選手